# Love Letter (柴田淳の曲)
「Love Letter」（ラブ・レター）は、日本のシンガーソングライター・柴田淳の18作目のシングル。2009年10月7日にビクターエンタテインメントから発売された。

## 概要
- 7thアルバム「ゴーストライター」からの先行シングル。
- PV監督は土屋隆俊が担当している。
- カップリングの「あなたと共に」は、「新潟ディスティネーション」キャンペーン・ソングとして使用された。

## 収録曲
1. Love Letter [7:45]
作詞・作曲：柴田淳、編曲：松浦晃久
2. あなたと共に [4:15]
作詞・作曲：柴田淳、編曲：澤近泰輔

## 収録アルバム
| 曲名        | 収録アルバム                                    |
| ----------- | ----------------------------------------------- |
| Love Letter | オリジナル『ゴーストライター』（2009年11月4日） |

## タイアップ
| 曲名         | タイアップ                                       |
| ------------ | ------------------------------------------------ |
| あなたと共に | 「新潟ディスティネーション」キャンペーン・ソング |